# Raquel Chini
Raquel Auxiliadora Chini (São Paulo, 3 de setembro de 1958), é uma engenheira civil e política brasileira, filiada ao Republicanos. Foi prefeita do município de Praia Grande, no estado de São Paulo, tendo governado de 2021 a 2025.
É formada em Engenharia Civil e Direito, pós-graduada em Informática pela Universidade Santa Cecília dos Bandeirantes e possui MBA em Gestão Pública pelo Centro Universitário Faveni.
Foi eleita Prefeita de Praia Grande em 2020, tornando-se a primeira mulher a ocupar o cargo.

## Biografia
É engenheira civil, bacharel em Direito, pós-graduada em Informática e Gestão Pública. Atualmente, atua como Prefeita de Praia Grande. Estes são alguns dos papéis desenvolvidos por Raquel Chini. Em 2020, tornou-se a primeira mulher eleita para aquele cargo.
Aos 11 anos, em 1969, saiu da capital paulista com seus pais com destino à Praia Grande, cidade do Litoral Sul de São Paulo. O objetivo de seus pais era ter mais qualidade de vida e proporcionar uma educação melhor para seus filhos, Raquel e Celso, já que em São Paulo havia dificuldade de acesso ao ensino público.
Com 12 anos, conquistou seu primeiro emprego em uma loja de roupas. Em seguida, passou a trabalhar em um consultório odontológico. Em 1972, aos 13 anos, foi contratada para trabalhar como auxiliar no Departamento Pessoal da Delta-PI, onde se familiarizou com a área da construção civil, ficando até 1976, quando iniciou o curso de Engenharia Civil.
No período de 1991 a 1996, foi inspetora do Conselho Regional de Engenharia, Arquitetura e Agronomia (CREA) de São Paulo.

## Trajetória Profissional e Política
Em 1993, foi convidada pelo então prefeito da Cidade, Alberto Mourão para assumir a Secretaria Municipal de Obras.
Raquel é fundadora e foi vice-presidente da Associação dos Engenheiros e Arquitetos de Praia Grande. De 1997 a 1998, atuou como Diretora Técnica do Progresso e Desenvolvimento de Praia Grande (PRODEPG), assumindo a superintendência da autarquia de 1998 a 1999. 
Em 1999, foi Secretária do Governo de Praia Grande, e superintendente da SETRAN (Serviços de Transporte de Praia Grande), permanecendo no cargo até 2000.
Em 2005, retornou à Prefeitura de Praia Grande e assumiu a Secretaria Municipal de Gestão Patrimonial, onde permaneceu até o fim de 2008. No ano seguinte, tornou-se titular da Secretaria de Serviços Urbanos, cargo que ocupou até chegar a Secretaria de Urbanismo e Meio Ambiente, em 2011.
Em 2013, foi representante de Praia Grande na Câmara Temática Eixo Mobilidade Urbana na AGEM (Agência Metropolitana da Baixada Santista).
Com a criação da Secretaria Municipal de Transportes, foi a primeira mulher a comandar a pasta em 2013, permanecendo até 2019 na função.
Em 2019, tornou-se a diretoria executiva da AGEM.

Ainda em 2019, Raquel recebeu um convite do então prefeito de Praia Grande, Alberto Mourão, para disputar como candidata a prefeita, sendo eleita em 2020.